# Cratere Gabriela
Gabriela  è un cratere sulla superficie di Venere.